# 佐兰克
佐兰克，是匈牙利赫维什州所辖的一个村。总面积14.53平方公里，总人口441，人口密度30.4人/平方公里（2011年1月1日）。